# Olejowa Korolówka
Olejowa Korolówka (ukr. Олієво-Королівкa) – wieś na Ukrainie, w  obwodzie iwanofrankiwskim, w rejonie horodeńskim.
W czasie okupacji niemieckiej mieszkająca tutaj polska rodzina Sobolewskich ukrywała Żydów. W 1993 roku Instytut Jad Waszem uhonorował za to tytułami Sprawiedliwych wśród Narodów Świata Władysława i Bronisławę Sobolewskich i ich córkę Franciszkę Kwaszyńską z d. Sobolewską.